# Dina Titus
Alice Costandina Titus, detta Dina (Thomasville, 23 maggio 1950), è una politica statunitense, membro della Camera dei rappresentanti per lo stato del Nevada.

## Biografia
Nata e cresciuta in Georgia in una famiglia di origini greche, dopo gli studi la Titus divenne docente di scienze politiche.
Nel 1988 venne eletta come democratica all'interno della legislatura statale del Nevada.
Nel 2006 vinse le primarie democratiche per concorrere come governatore del Nevada, ma alla fine venne battuta da Jim Gibbons. Nel 2008 riuscì ad essere eletta alla Camera dei rappresentanti ma nel 2010 venne sconfitta dall'avversario repubblicano Joe Heck.
Nel 2012 la Titus decise di candidarsi nuovamente al Congresso, ma questa volta invece di concorrere per il suo vecchio seggio si candidò per quello lasciato vacante da Shelley Berkley, candidatasi al Senato. La Titus riuscì a vincere con un'ampia maggioranza di voti e tornò alla Camera dopo due anni di assenza.